# Yabasic
Yabasic — это свободный интерпретатор языка программирования Basic, созданный для операционных систем Windows и Unix.
Yabasic первоначально был создан Марком-Оливером Ихмом, а с версии 2.77.3 выпускается под лицензией MIT.

## Возможности
- Возможность создания графического интерфейса пользователя с помощью библиотеки GTK

## Пример кода
```
#
!/
usr
/
bin
/
yabasic

REM Program Name: cbm-mtudemo.yab

REM Author: mtu

REM

REM Purpose: demonstration for their CBM-PET graphics card 320x200

open
 
window
 
320
,
 
200

20
 
P
=
160
:
 
Q
=
100

30
 
XP
=
144
:
 
XR
=
1.5
*
3.1415927

40
 
YP
=
56
:
 
YR
=
1
:
 
ZP
=
64

50
 
XF
=
XR
/
XP:
 
YF
=
YP
/
YR:
 
ZF
=
XR
/
ZP

60
 
FOR
 
ZI
=-
Q
 
TO
 
Q
-
l

70
 
IF
 
ZI
<-
ZP
 
OR
 
ZI
>
ZP
 
GOTO
 
150

80
 
ZT
=
ZI
*
XP
/
ZP:
 
ZZ
=
ZI

90
 
XL
=
INT
(
0.5
+
SQRT
(
XP
*
XP
-
ZT
*
ZT
))

100
 
FOR
 
XI
=-
XL
 
TO
 
XL

110
 
XT
=
SQRT
(
XI
*
XI
+
ZT
*
ZT
)
*
XF:
 
XX
=
XI

120
 
YY
=
(
SIN
(
XT
)
+
0.4
*
SIN
(
3.0
*
XT
))
*
YF

130
 
GOSUB
 
170

140
 
NEXT
 
XI

150
 
NEXT
 
ZI

160
 
PAUSE
 
10

END

170
 
X1
=
XX
+
ZZ
+
P

180
 
Y1
=
YY
-
ZZ
+
Q:
Y1
=
199
-
Y1

190
 
LINE
 
X1
,
Y1
,
X1
,
Y1
-1

200
 
IF
 
Y1
=
0
 
GOTO
 
220

210
 
CLEAR
 
LINE
 
X1
,
Y1
+
1
,
X1
,
199

220
 
RETURN

```